# Kelch (Liturgie)

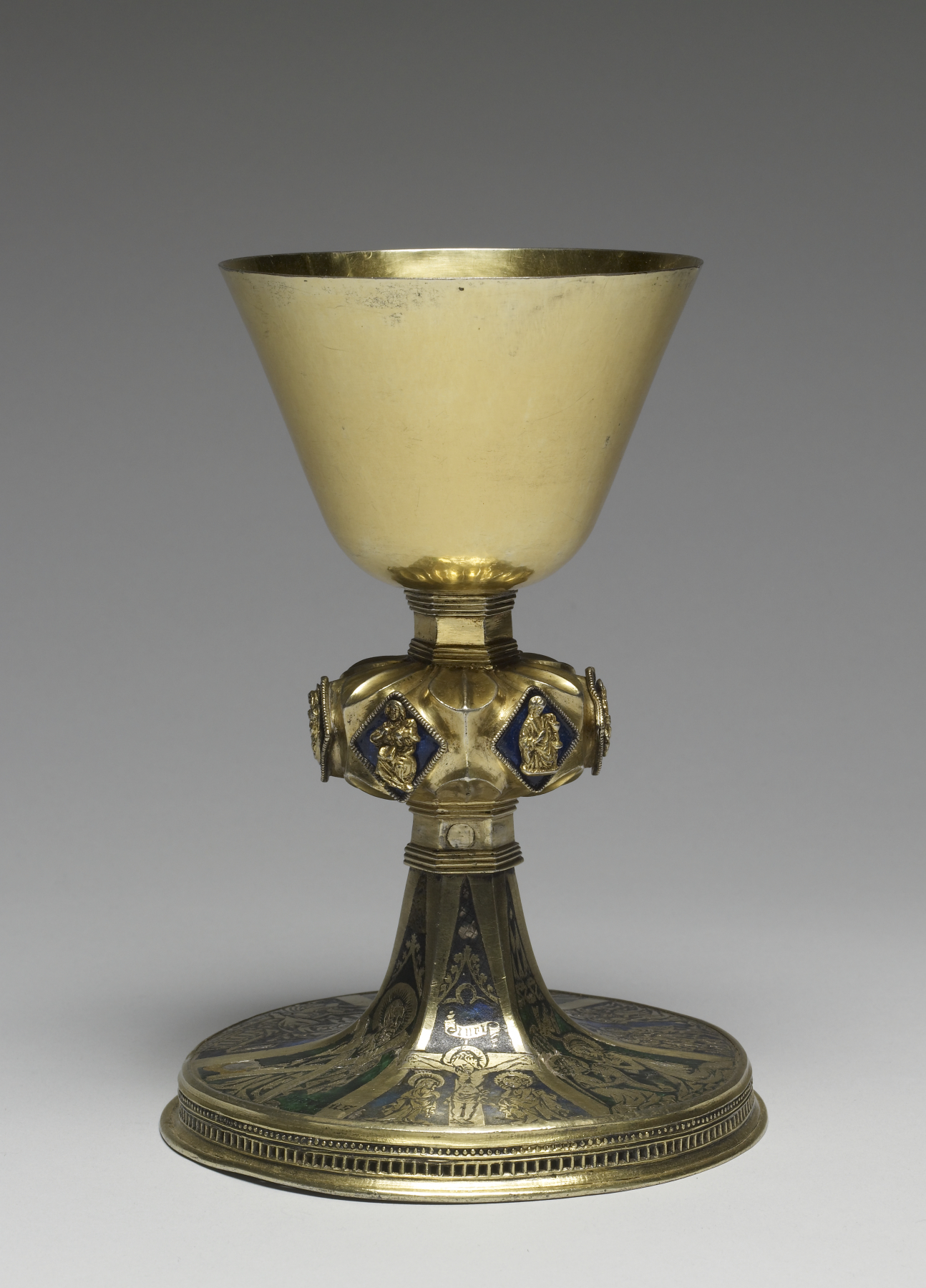
Kelch, gegliedert in Fuß, verzierten Nodus und Kuppa

Der Kelch wird in den christlichen Liturgien zur Aufnahme des Messweins verwendet, in der katholischen Heiligen Messe, in der orthodoxen Göttlichen Liturgie und im evangelischen Abendmahlsgottesdienst. Kelchform hat auch der Speisekelch (das Ziborium), der in der katholischen und orthodoxen Liturgie zur Austeilung und Aufbewahrung der konsekrierten Hostien benutzt wird.
Kelche aus dem 1. Jahrtausend haben gelegentlich Doppelhenkel. Für den Kelch werden seit dem 9. Jahrhundert fast ausschließlich Edelmetalle verwendet. Viele Kelche des frühen Mittelalters sind kleinformatige, ornamentlose Grabbeigaben für Kleriker.

## Form

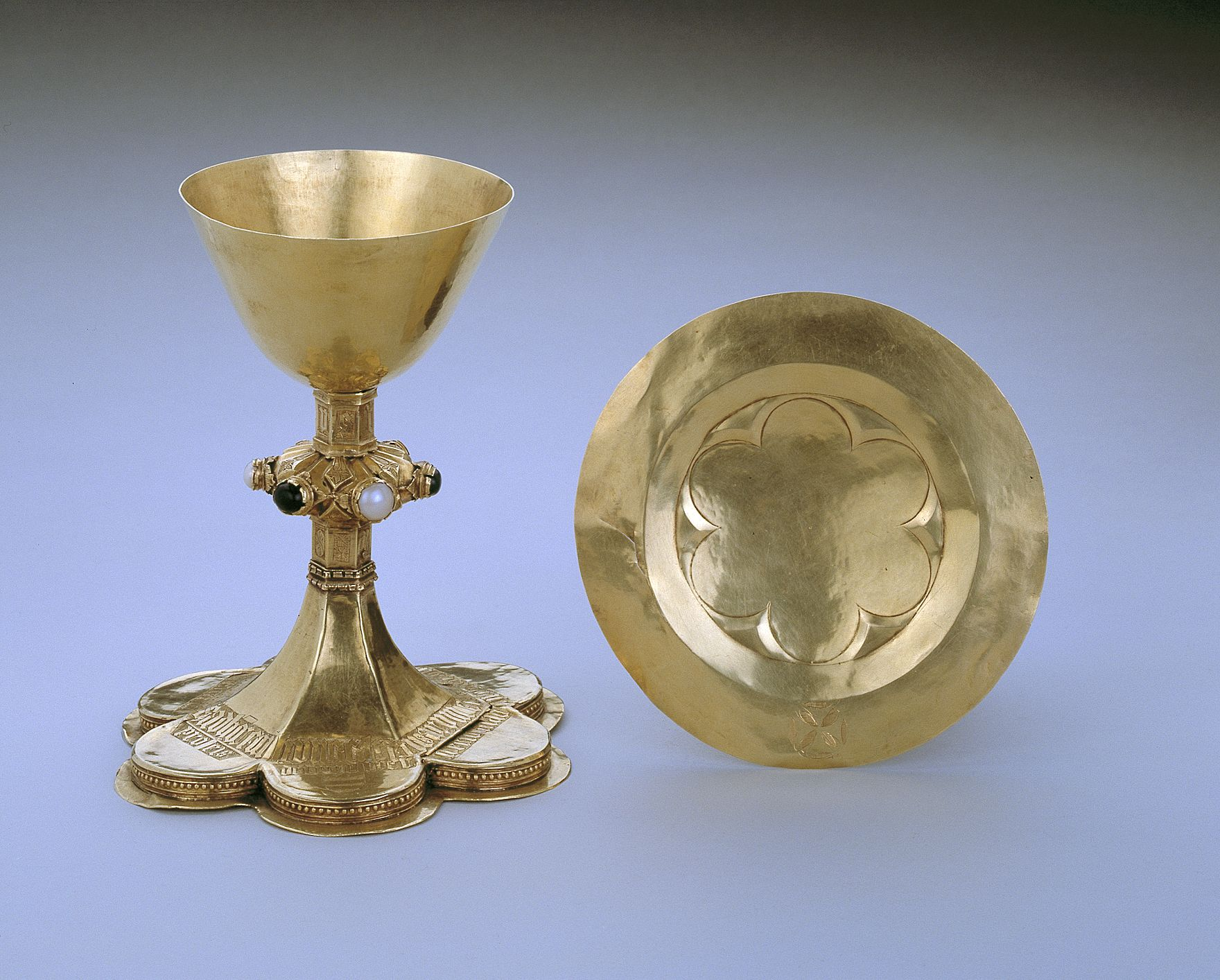
Gotischer Kelch und Patene, Araslöv Kirke, Schweden

Wie auch der Pokal ist der Kelch durch den hohen Fuß eine Würdeform. Schon die karolingischen Beispiele folgen einem dreiteiligen Aufbau: Aus dem breit ausladenden  Fuß erwächst ein schlanker Schaft, der mehr oder weniger mittig mit einer Verdickung, einem Knauf (Nodus) versehen ist, an dem der Kelch gut gehalten werden kann. Knauf und Fuß werden im Spätmittelalter meist sechsfach gegliedert, der Fuß sechspassförmig, der Nodus mit sechs runden oder rautenförmigen Rotuli versehen, die mit Symbolen oder den Buchstaben „ihesus“ oder „maria+“ versehen sind. Die eigentliche Hohlform, die kugelige oder leicht konisch ausschwingende Kuppa ist in der Regel unverziert, mindestens besitzt sie einen breiten, glatt gelassenen Lippenrand. Kelchkuppen sind innen üblicherweise vergoldet, oft auch außen, dann häufig auch Nodus und Fuß außen vergoldet.

## Römischer Ritus

Kelch mit Kelchvelum und Bursa, daneben ein Manipel

Vor Beginn der  heiligen Messe wird auf einer Kredenz oder auf dem Altar der Messkelch bereitgestellt. Zum Kelch gehören die Patene, ein zum Kelch passender flacher Teller, auf den die Zelebrationshostie gelegt wird, das Kelchtuch und optional ein Löffelchen, mit dem bei der Gabenbereitung Wasser zum Wein gegeben wird. Zur Bedeckung wird die Palla aufgelegt, darauf das Korporale, ein gefaltetes Leinentuch, auf das der Kelch und die Hostienschale bei der Eucharistiefeier gestellt werden. Um den ganzen Aufbau und den Kelch vor äußeren Einwirkungen zu schützen, wird der Kelch mit einem Kelchvelum bedeckt. Das Kelchvelum ist in der liturgischen Farbe gehalten. Es ist aber auch zulässig, immer ein schlichtes weißes Kelchvelum zu verwenden. Wird ein Kelchvelum verwendet, dann liegt das Korporale oft in einer Bursa passender Farbe auf dem Velum.
In der römisch-katholischen und in der lutherischen Kirche wird der Wein während der Wandlung in einem Kelch konsekriert.

## Der Abendmahlskelch im Protestantismus
Vielerorts wurden die vorreformatorischen Messkelche auch in den evangelisch gewordenen Gemeinden weiter verwendet. Nicht selten wurde dabei die (bei alten Messkelchen eher kleine) Kuppa durch eine größere ersetzt, um eine Funktion als Speisekelch zu erleichtern. Bei Neuanfertigungen wählte man in reformierten Kirchen möglichst einfache, unverzierte Formen. Sogar auf die Würdeform des Kelches konnte in diesen Gemeinden zugunsten eines schlichten Bechers verzichtet werden.
Viele Kelche protestantischer Kirchen sind Stiftungen wohlhabender Bürger.

### Kelchbewegung
Am Anfang des 20. Jahrhunderts kam es in der evangelischen Kirche (maßgeblich befördert durch Friedrich Spitta) zu einer Kelchbewegung, die die Einführung von Einzelkelchen propagierte, was von den Kirchenleitungen zunächst meist abgelehnt wurde. Vor allem hygienische Gründe wurden dabei ins Feld geführt. Kritiker sehen die Einzelkelchbewegung als einen Ausdruck bürgerlich-individualistischer Engführung des Abendmahls. Zur Austeilung des Weins in Einzelkelchen wird ein besonders gestalteter Gießkelch benötigt, wenn man nicht die Einzelkelche schon vorher füllt. Einzelkelche sind meist aus Edelstahl, Keramik oder Glas gefertigt. Am Ende des 20. Jahrhunderts kamen auch Plastikbecher zur Einmalnutzung in Gebrauch. Eine Weiterentwicklung stellen Prefilled Communion Cups dar.
Während der Coronapandemie wurden seit 2020 wieder in vielen Gemeinden Einzelkelche zum Empfang des Abendmahls eingesetzt. Auch dieses Mal gab es Kritiker, die ein Abweichen vom gewohnten Gemeinschaftskelch nicht dulden wollten.

## Bilder zur Typengeschichte des Kelches in der Liturgie

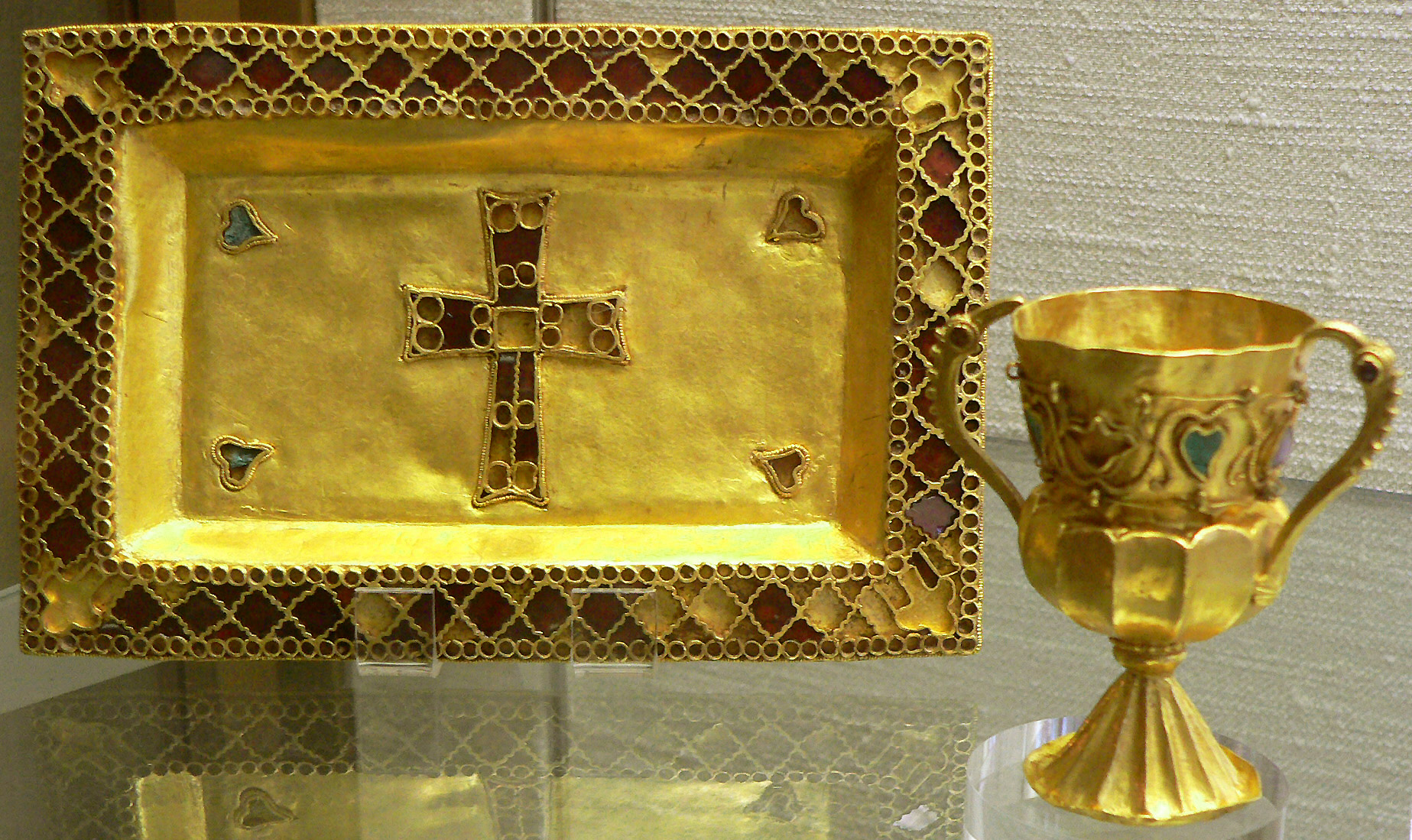
Kelch und Patene aus dem Schatz von Gourdon, 6. Jh.
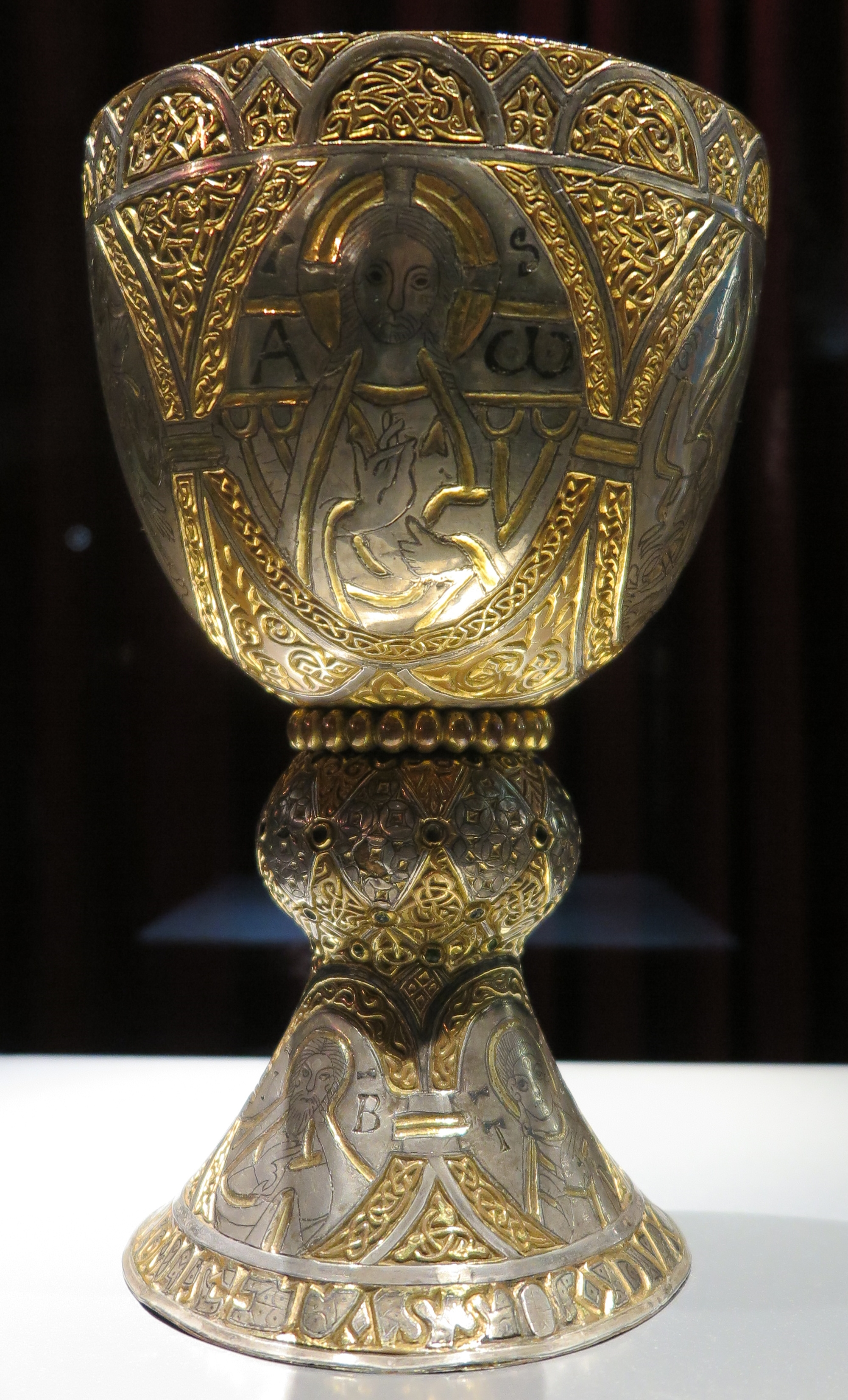
Tassilokelch (um 780).
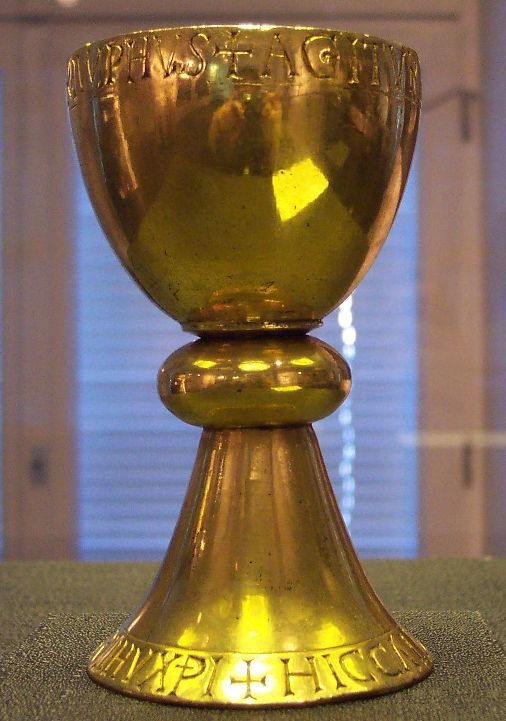
Sogenannter „Liudgerikelch“, Abteikirche Essen-Werden, 11. Jh.
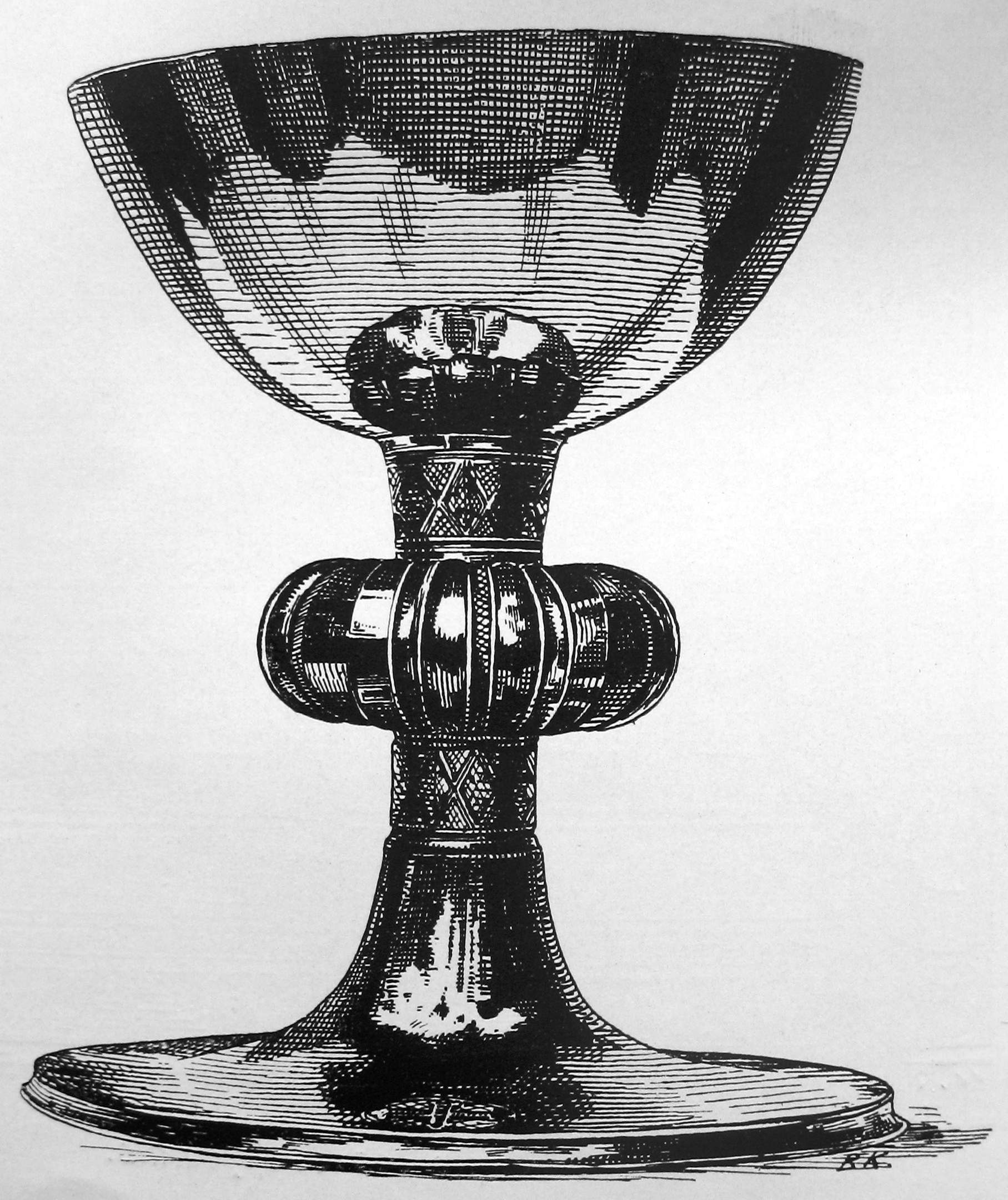
Romanischer Kelch aus Soest, St.-Patrokli-Dom
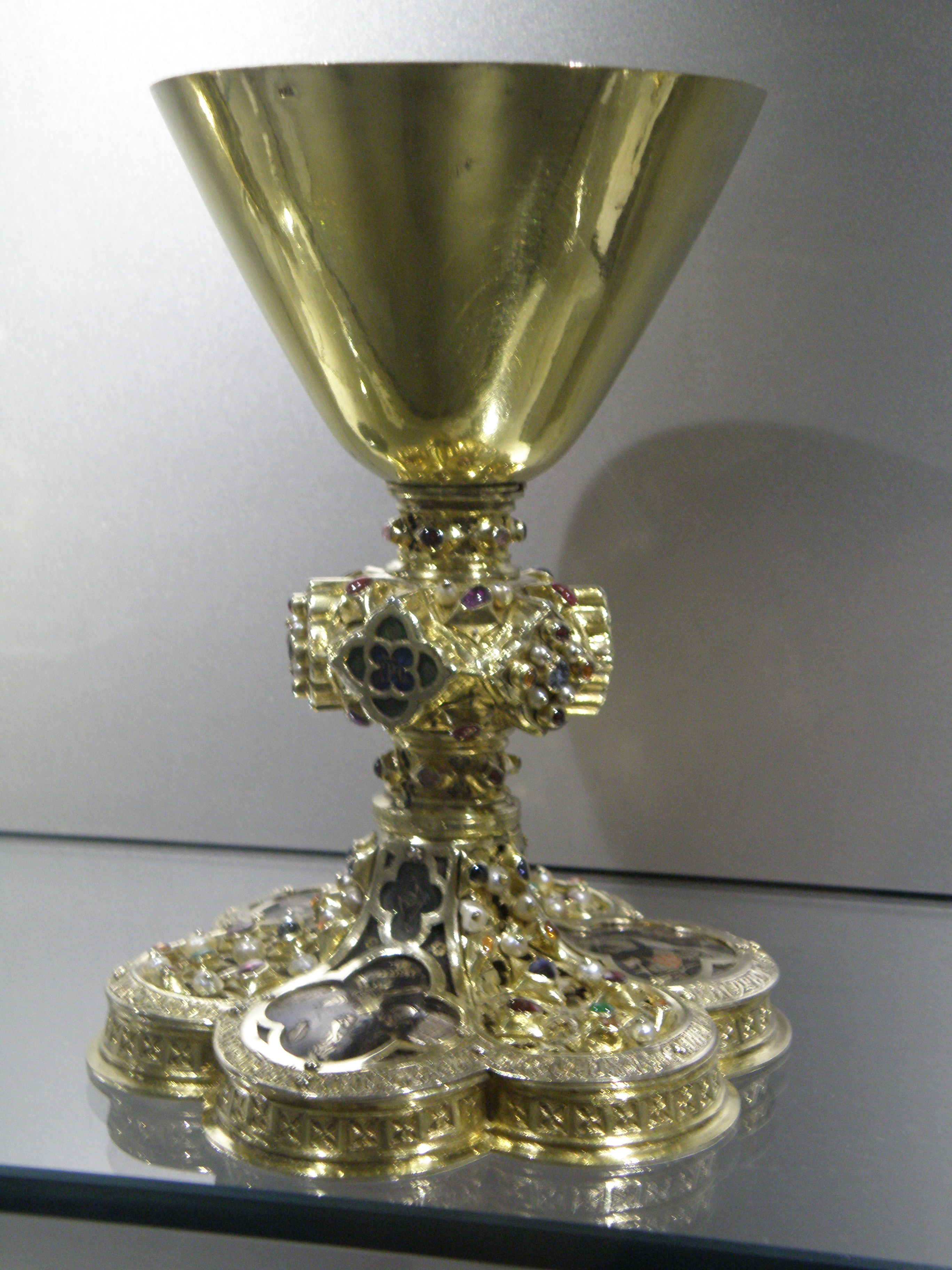
Kelch aus Klosterneuburg, 1337
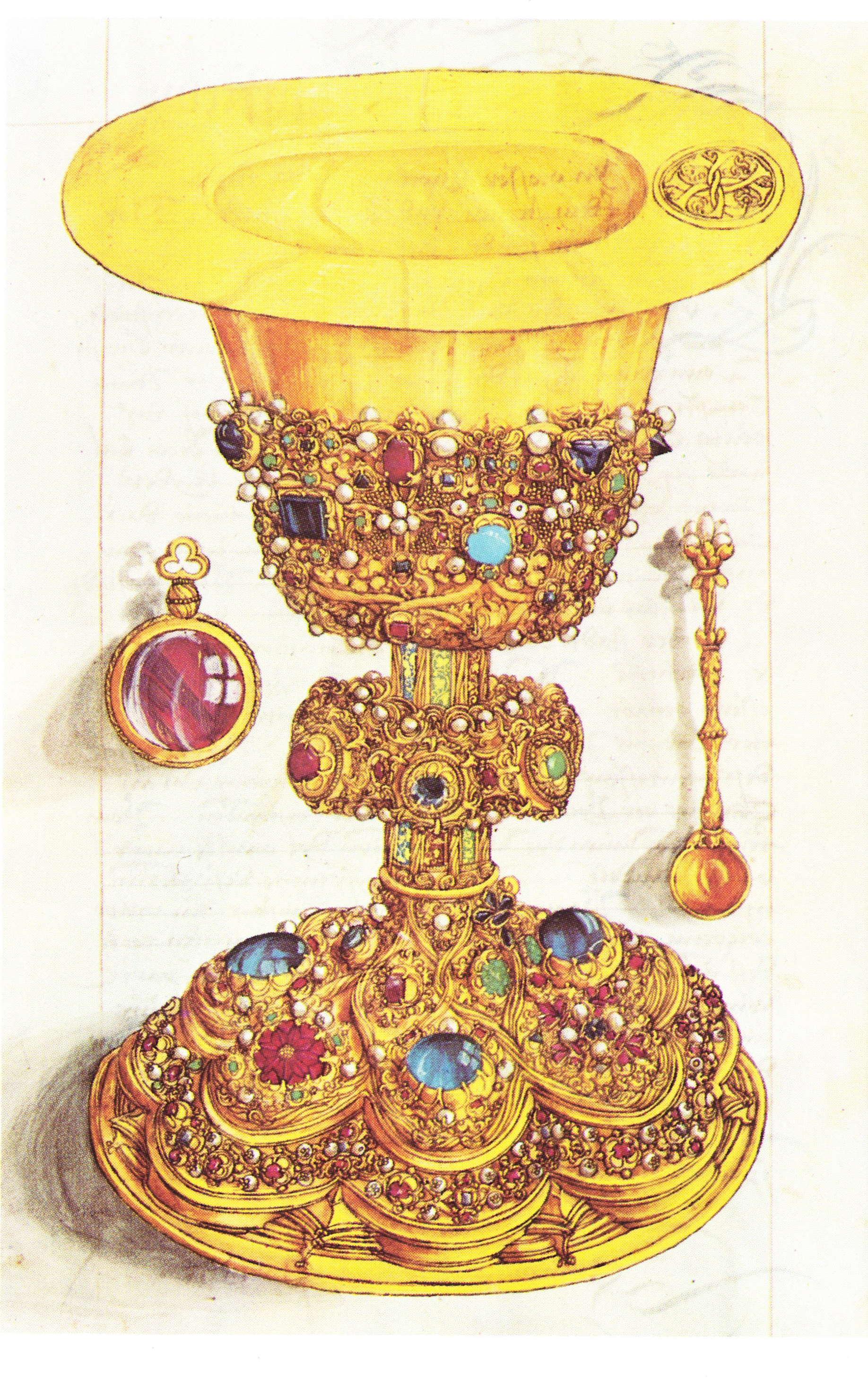
Spätgotischer Kelch, vor 1513, Miniatur im Halleschen Heiltum
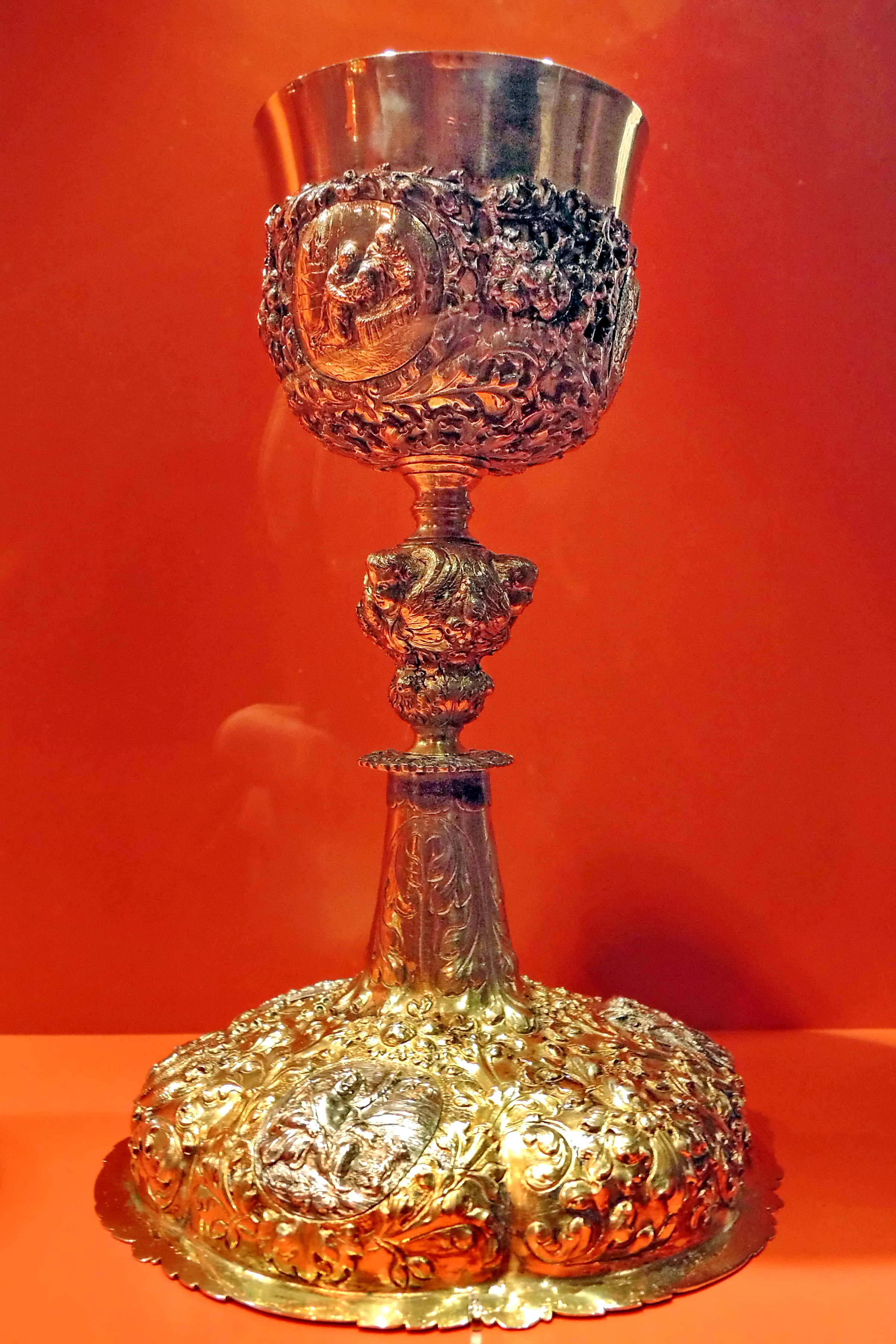
Barocker Messkelch aus Rapperswil, um 1690
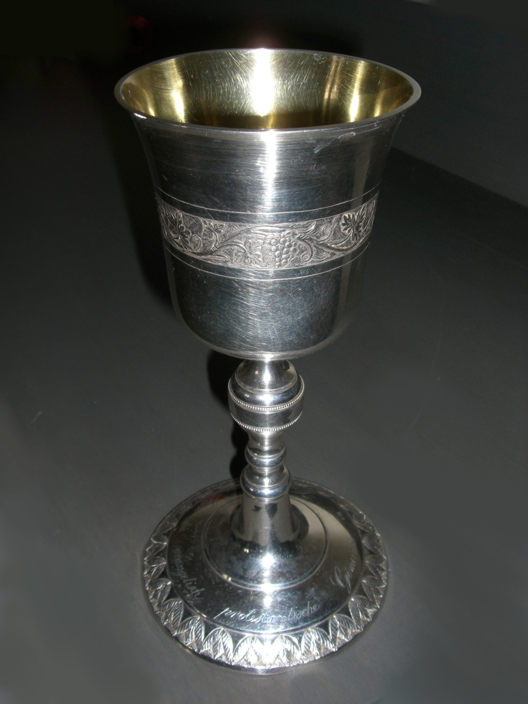
Abendmahlskelch einer evangelischen Kirche, 1831
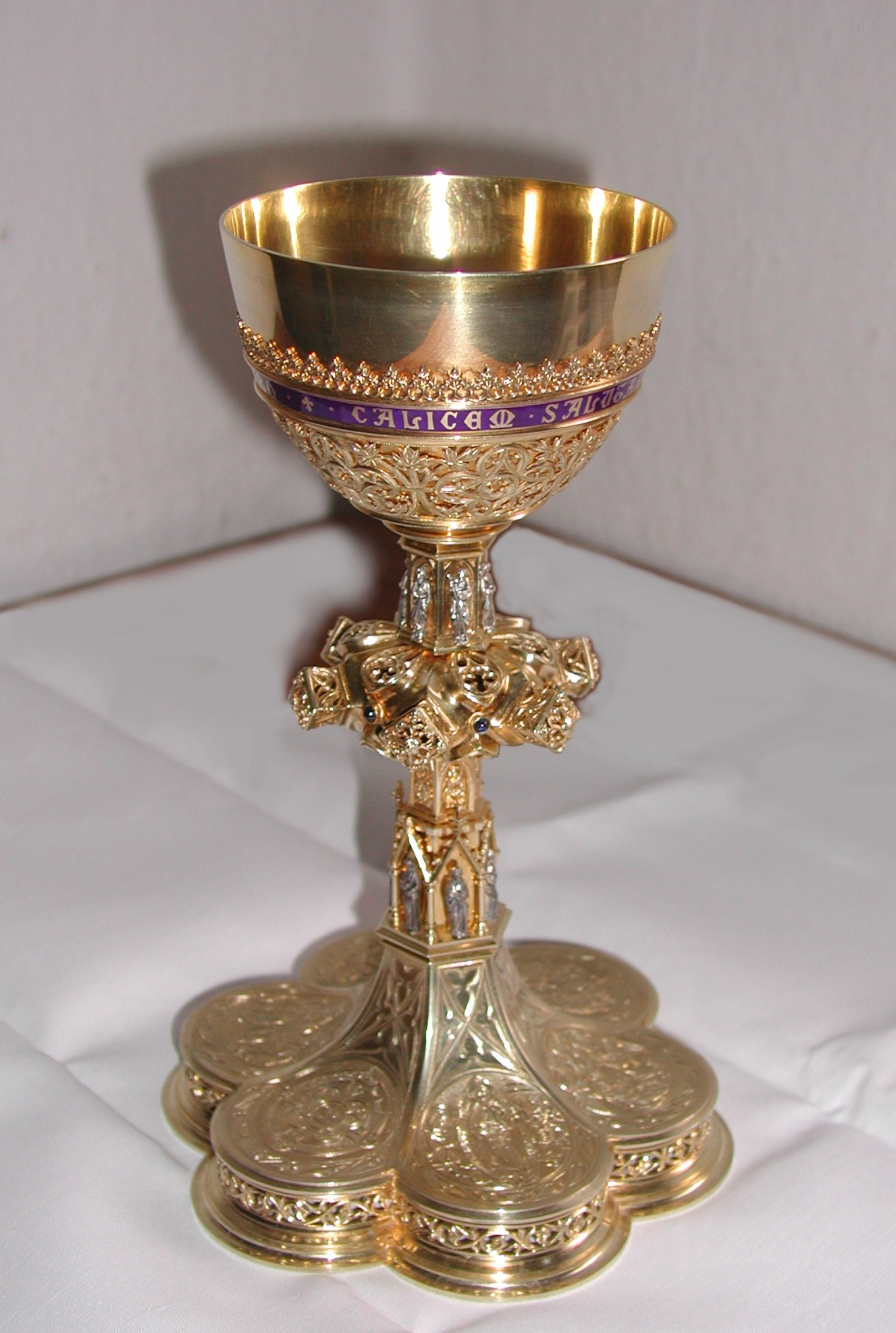
Neugotischer Messkelch aus der Kirche Zum Guten Hirten in Berlin-Friedrichsfelde, 1920
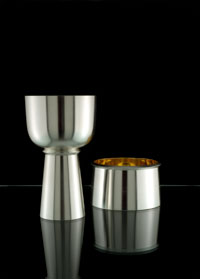
Moderner Kelch mit Hostienschale
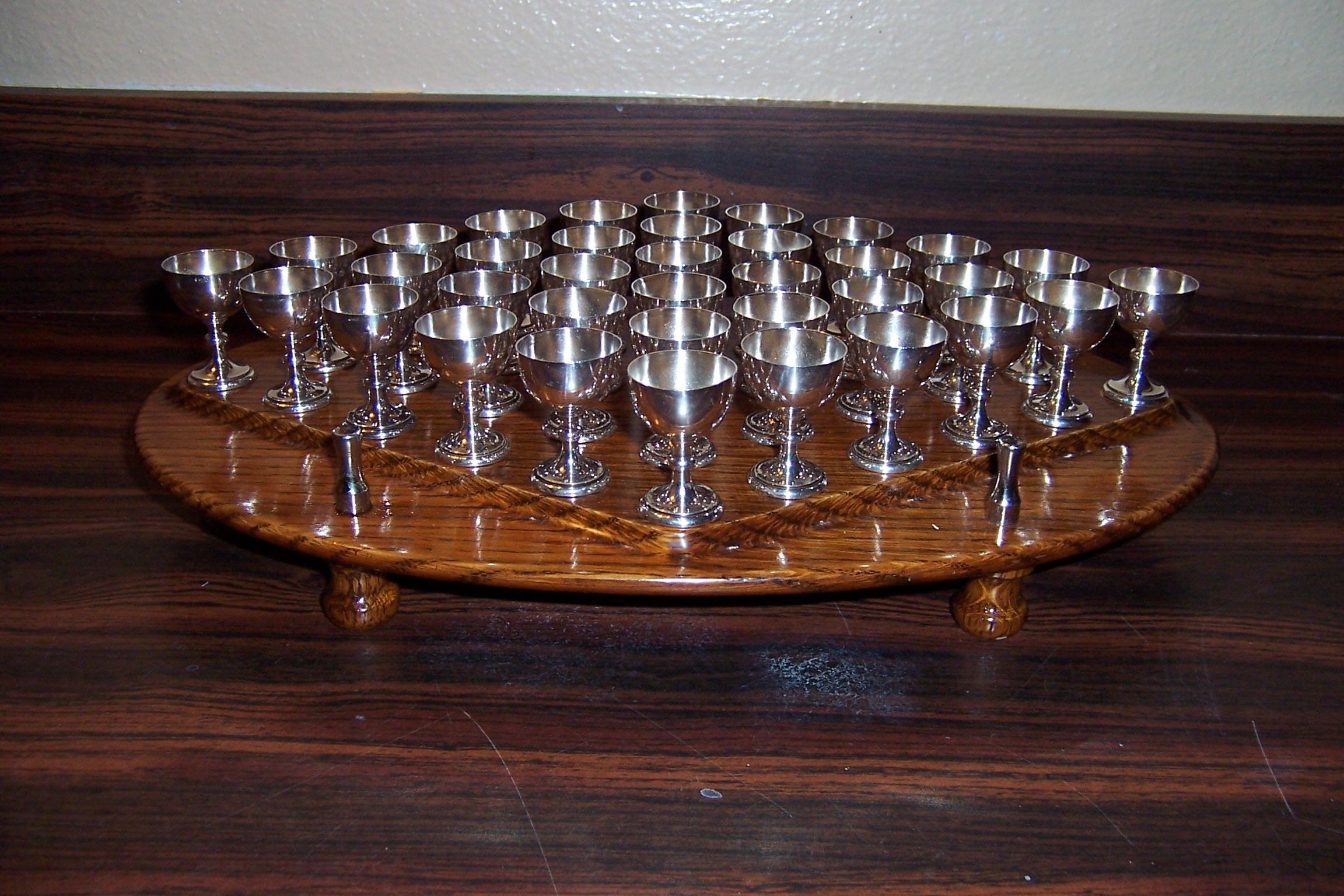
Tablett mit Einzelkelchen